# Dylan Walker

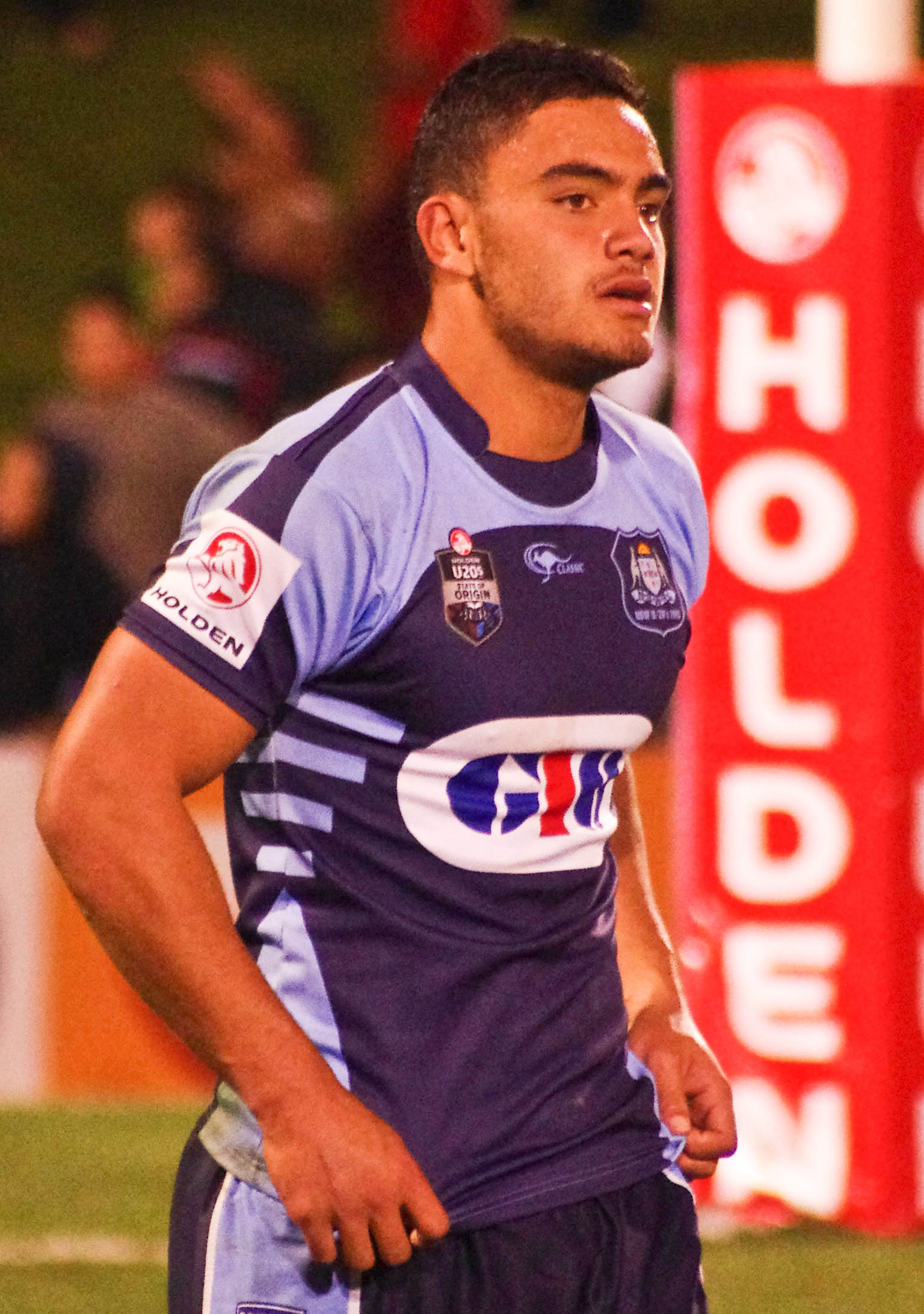
Dylan Walker

Dylan Walker (nascido em 27 de setembro de 1994) é um jogador de futebol profissional da liga de rugby, que joga como pivô e quinto oitavo pelo Manly Warringah Sea Eagles na NRL. 
Jogou pela Austrália e pela Nova Zelândia Maori em nível internacional. Ele se juntará ao New Zealand Warriors para a temporada de 2023.